# ألاشكرت
نادي ألاشكرت لكرة القدم (بالأرمنية: Ալաշկերտ Ֆուտբոլային Ակումբ)‏ المعروف عموماً باسم ألاشكرت، هو نادي كرة قدم أرمني من يريفان، تأسس في عام 1990 في مارتوني. يلعب حالياً في الدوري الأرمني الممتاز. الملعب البيتي للفريق هو ملعب ألاشكرت في يريفان. يقع مقر النادي في شارع ساريان 25، يريفان.

## روابط خارجية
- الموقع الرسمي